# فهرست ایرانیان بر پایه ثروت
این صفحه ایرانیانی را فهرست می‌کند که دارایی چند ده میلیون دلاری یا بیشتر دارند. و پول دارترین فرد ایران امیرعلی محبی با درآمدی ۵ میلیارد دلار روزی .

## فهرست میلیاردرهای ایرانیفوربز
| رتبه جهانی | نام                | دارایی خالص (دلار آمریکا) | منبع ثروت          | مرجع  |
| ---------- | ------------------ | ------------------------- | ------------------ | ----- |
| ۲۱۹        | پیر امیدیار        | ۸٫۲ میلیارد (۲۰۲۳)        | ای‌بی (eBay)        | [ ۳ ] |
| ۱٬۳۹۴      | اردوان فرهاد مشیری | ۲٫۸ میلیارد (۲۰۲۱)        | گوناگون            | [ ۴ ] |
| ۲٬۹۹۹      | اسحاق لاریان       | ۱٫۱ میلیارد (۲۰۲۱)        | ام جی ای انترتیمنت | [ ۵ ] |

## فهرست میلیاردرهای قبلی فوربز
| سال(ها)   | نام              | دارایی خالص (دلار آمریکا) | منبع ثروت    | مرجع   |
| --------- | ---------------- | ------------------------- | ------------ | ------ |
| ۲۰۱۴–۲۰۱۵ | خانواده القانیان | ۲٫۲ میلیارد (۲۰۱۵)        | املاک        | [ ۶ ]  |
| ۲۰۰۶–۲۰۰۹ | امید کردستانی    | ۲٫۲ میلیارد دلار (۲۰۰۷)   | گوگل         | [ ۷ ]  |
| ۲۰۱۴–۲۰۱۵ | خانواده معراج    | ۱٫۸ میلیارد دلار (۲۰۱۵)   | هات پاکتس    | [ ۸ ]  |
| ۲۰۰۷      | مانی مشعوف       | ۱٫۳ میلیارد دلار (۲۰۰۷)   | بی بی استورس | [ ۹ ]  |
| ۲۰۰۵–۲۰۱۳ | ناصر داوود خلیلی | ۱ میلیارد دلار (۲۰۰۷)     | هنر          | [ ۱۰ ] |

## میلیاردرهای ایرانی ۲۰۲۱
| نام                      | دارایی خالص(دلار آمریکا) | منبع ثروت                                                               | مرجع        |
| ------------------------ | ------------------------ | ----------------------------------------------------------------------- | ----------- |
| پیر امیدیار              | ۲۳/۵ میلیارد دلار (۲۰۲۱) | ای‌بی                                                                    | [ ۳ ]       |
| بابک زنجانی              | ۱۳ میلیارد دلار (۲۰۱۳)   | باشگاه فوتبال راه‌آهن                                                    | مورد مناقشه |
| مرجان شیخ‌الاسلامی آل آقا | ۶/۹ میلیارد دلار(۲۰۱۹)   | پرونده فساد در پتروشیمی                                                 | مورد مناقشه |
| خانواده اقبالیان         | ۶/۷ میلیارد دلار (۲۰۱۸)  | نیروگاه                                                                 | [ ۶ ]       |
| محمدرضا زنوزی مطلق       | ۶ میلیارد دلار (۲۰۱۷)    | باشگاه فوتبال تراکتور و شرکت هواپیمایی آتا و مالک شرکت سرمایه‌گذاری دریک |             |
| خانواده قرمزیان          | ۴ میلیارد دلار (۲۰۱۸)    | تریپل فایو گروپ                                                         | [ ۱۱ ]      |
| اردوان فرهاد مشیری       | ۲/۸ میلیارد دلار (۲۰۲۱)  | باشگاه فوتبال اورتون                                                    | [ ۴ ]       |
| امید کردستانی            | ۲/۳ میلیارد دلار (۲۰۱۵)  | گوگل                                                                    | [ ۷ ]       |
| اسحاق لاریان             | ۱/۸۷ میلیارد دلار (۲۰۲۱) | ام‌جی‌ای انترتینمنت                                                       | [ ۵ ]       |
| خانواده معراج            | ۱/۸ میلیارد دلار(۲۰۱۵)   | هات پاکتس                                                               | [ ۸ ]       |
| کامران حکیم              | ۱٫۸ میلیارد دلار (۲۰۱۴)  | املاک                                                                   | [ ۱۲ ]      |
| وینسنت و رابرت چنگیز     | ۱٫۶۷ میلیارد دلار(۲۰۰۷)  | املاک                                                                   | [ ۱۳ ]      |
| محمد صادق سیاح           | ۹۰۰ میلیون دلار(۲۰۲۱)    | املاک                                                                   | مورد مناقشه |

## فهرست ۲۰۱۳(غیررسمی)
| رتبه | نام                            | دارایی (دلار آمریکا) | سن | منبع ثروت                         |
| ---- | ------------------------------ | -------------------- | -- | --------------------------------- |
| ۱    | بابک زنجانی (محل مناقشه)       | ۱۳٫۵ $ میلیارد       | 50 | گروه سورینت باشگاه فوتبال راه‌آهن  |
| ۲    | پیر امیدیار                    | ۸٫۷ $ میلیارد        | ۴۶ | ای‌بی                              |
| ۳    | خانواده قرمزیان                | ۴ $ میلیارد          | -  | تریپل فایو گروپ                   |
| ۴    | اردوان فرهاد مشیری             | ۲٫۸ $ میلیارد        | ۵۷ | متالواینوست، باشگاه فوتبال اورتون |
| ۵    | خانواده نظریان                 | ۲ $ میلیارد          | -  | کوالکام                           |
| ۶    | برادران چنگیز                  | ۱٫۴ $ میلیارد        | -  | املاک و مستغلات                   |
| ۷    | (ثروتمند ایرانی)جمشیدی تقی‌زاده | ۱٫۳ $ میلیارد        | ۴۱ | کمپانی پگاس PGAS                  |
| ۸    | خانواده معراج                  | ۱٫۱ $ میلیارد        | -  | هات پکتس                          |
| ۹    | ناصر داوود خلیلی               | ۱ $ میلیارد          | ۴۶ | املاک و مستغلات                   |
| ۱۰   | حسن خسروشاهی                   | ۹۵۰ $ میلیون         | ۷۲ | فیوچر شاپ                         |
| ۱۱   | امید کردستانی                  | ۹۰۰ $ میلیون         | ۳۹ | گوگل                              |
| ۱۲   | انوشه انصاری                   | ۷۵۰ $ میلیون         | ۴۵ | تلکام تکنولوژیز                   |
| ۱۳   | اسحاق لاریان                   | ۷۲۳ $ میلیون         | ۵۵ | ام‌جی‌ای                            |
| ۱۴   | دیوید آلیانس، بارون آلیانس     | ۵۰۰ $ میلیون         | ۷۹ | ان براون گروپ                     |
| ۱۵   | آرش فردوسی                     | ۴۰۰ $ میلیون         | ۲۶ | دراپ‌باکس                          |

## فهرست ۲۰۱۲(غیررسمی)
فهرست سال ۲۰۱۲ از ثروتمندترین اشخاص ایرانی به صورت زیر می‌باشد.
| رتبه | نام                      | دارایی (دلار آمریکا) | سن | منبع کسب ثروت                     |
| ---- | ------------------------ | -------------------- | -- | --------------------------------- |
| ۱    | بابک زنجانی (محل مناقشه) | $۱۳٫۵ میلیارد        | ۳۹ | گروه سورینت، باشگاه فوتبال راه‌آهن |
| ۲    | پیر امیدیار              | $۸٫۷ میلیارد         | ۴۶ | ئی‌بی                              |
| ۴    | خانواده قرمزیان          | $۴٫۰ میلیارد         | NA | املاک و مستغلات                   |
| ۵    | اردوان فرهاد مشیری       | $۲٫۸ میلیارد         | ۵۷ | متالواینوست، باشگاه فوتبال اورتون |
| ۶    | پل تورجی                 | $۲٫۷ میلیارد         | ۳۸ | تورجی کپیتال منیجمنت              |
| ۷    | خانواده نظریان           | $۲٫۰ میلیارد         | NA | اومنی‌نت/کوالکام                   |
| ۸    | علی تقی‌زاده              | $۱٫۳ میلیارد         | ۴۱ | کمپانی پگاس PGAS                  |
| ۹    | حوریه پراما              | $۱٫۰ میلیارد         | ۷۹ | املاک و مستغلات                   |
| ۱۰   | ناصر داوود خلیلی         | $۱٫۰ میلیارد         | ۴۶ | املاک و هنر                       |
| ۱۱   | خانواده معراج            | $۱٫۰ میلیارد         | NA | هات پکتس                          |
| ۱۲   | حسن خسروشاهی             | $۹۵۰ میلیون          | ۷۲ | فیوچر شاپ                         |
| ۱۳   | امید کردستانی            | $۹۰۰ میلیون          | ۳۹ | گوگل                              |
| ۱۴   | انوشه انصاری             | $۷۵۰ میلیون          | ۴۵ | تلکام تکنولوژی                    |
| ۱۵   | اسحاق لاریان             | $۷۲۳ میلیون          | ۵۵ | ام‌جی‌ای                            |
| ۱۷   | آرش فردوسی               | $۴۰۰ میلیون          | ۲۶ | دراپ‌باکس                          |
| ۱۸   | فرزاد ناظم               | $۳۰۰ میلیون          | ۴۹ | یاهو!                             |
| ۱۹   | سام نظریان               | $۲۰۰ میلیون          | ۳۶ | اس‌بی‌ئی                            |

## فهرست۲۰۱۱ (غیررسمی)
| شماره | اسم                        | ثروت خالص (دلار آمریکا) | سن | منشأ ثروت                        |
| ----- | -------------------------- | ----------------------- | -- | -------------------------------- |
| ۱     | روبن بن حقنظر              | ۱۰ میلیارد دلار         | ۳۶ | Reuben Capital Hedge Fund        |
| ۲     | خانواده قرمزیان            | ۴ میلیارد دلار          | ۵۰ | تریپل فایو گروپ                  |
| ۳     | پل تورجی                   | ۲٫۷ میلیارد دلار        | ۳۸ | مدیرعامل مدیریت سرمایه تورجی     |
| ۴     | خانواده نظریان             | ۲ میلیارد دلار          | NA | Omninet/کوالکام                  |
| ۵     | حمید افراشته               | ۱ میلیلارد دلار         | ۵۲ | Danyel Group Real Estate         |
| ۷     | اردوان فرهاد مشیری         | ۱٫۱ میلیارد دلار        | ۵۶ | متالواینوست                      |
| ۸     | حوریه پراما                | ۱ میلیلارد دلار         | ۷۹ | -                                |
| ۹     | ناصر داوود خلیلی           | ۱ میلیارد دلار          | ۴۶ | هنر و شاعری                      |
| ۱۰    | خانواده معراج              | ۱ میلیارد دلار          | NA | Hot Pockets                      |
| ۱۱    | امید کردستانی              | ۹۰۰ میلیون دلار؛        | ۳۹ | گوگل                             |
| ۱۲    | حسن خسروشاهی               | ۸۵۰ میلیون دلار         | ۶۹ | فیوچر شاپ                        |
| ۱۴    | انوشه انصاری               | ۷۵۰ میلیون دلار؛        | ۴۵ | telecom technologies, inc.       |
| ۱۵    | اسحاق لاریان               | ۷۲۳ میلیون دلار؛        | ۵۵ | ام‌جی‌ای انترتینمنت                |
| ۱۷    | دیوید آلیانس، بارون آلیانس | ۴۵۰ میلیون دلار         | ۷۹ | N Brown Group                    |
| ۲۱    | فرزاد ناظم                 | ۳۰۰ میلیون دلار         | ۴۹ | مدیر عامل سابق تکنولوژی در Yahoo |
| ۲۴    | سام نظریان                 | ۲۰۰ میلیون دلار         | ۳۶ | SBE                              |